# VM i badminton 2014
VM i badminton 2014 var det 21. VM i badminton. Mesterskabet blev afholdt i Ballerup Super Arena i Ballerup ved København i perioden 25. - 31. august 2014. Danmark var VM-værtsland for fjerde gang.

## Medaljevindere
| Række        | Guld                        | Sølv                        | Bronze                     | Bronze                                      |
| ------------ | --------------------------- | --------------------------- | -------------------------- | ------------------------------------------- |
| Herresingle  | Chen Long                   | [ 1 ] [ 2 ]                 | Viktor Axelsen             | Tommy Sugiarto                              |
| Damesingle   | Carolina Marín              | Li Xuerui                   | Minatsu Mitani             | P.V. Sindhu                                 |
| Herredouble  | Ko Sung-Hyun Shin Baek-Chol | Lee Yong-Dae Yoo Yeon-Seong | Kim Ki-Jung Kim Sa-Rang    | Mathias Boe Carsten Mogensen                |
| Damedouble   | Tian Qing Zhao Yunlei       | Wang Xiaoli Yu Yang         | Lee So-Hee Shin Seung-chan | Reika Kakiiwa Miyuki Maeda                  |
| Mixed double | Zhang Nan Zhao Yunlei       | Xu Chen Ma Jin              | Liu Chen Bao Yixin         | Joachim Fischer Nielsen Christinna Pedersen |

### Medaljetabel
| Land       | Guld | Sølv | Bronze | Total |
| ---------- | ---- | ---- | ------ | ----- |
| Kina       | 3    | 3    | 1      | 7     |
| Sydkorea   | 1    | 1    | 2      | 4     |
| Spanien    | 1    | -    | -      | 1     |
| Danmark    | -    | -    | 3      | 3     |
| Japan      | -    | -    | 2      | 2     |
| Indonesien | -    | -    | 1      | 1     |
| Indien     | -    | -    | 1      | 1     |